# Voie verte Pierrefitte-Nestalas/Cauterets
La voie verte Pierrefitte-Nestalas/Cauterets est une voie verte c'est-à-dire à la fois un chemin de randonnée, une piste cyclable et un espace vert.
Elle emprunte le tracé du tramway de Pierrefitte à Cauterets désaffecté, qui a été fermé définitivement en 1970, depuis Pierrefitte-Nestalas pour aboutir à Cauterets.

## Présentation
La voie verte Pierrefitte-Nestalas/Cauterets  est un aménagement cyclable long de 10 km qui est praticable par les cyclistes, les rollers et les randonneurs pédestres créé en 2005 par la communauté de communes de la Vallée de Saint-Savin, d'un dénivelé de 5,3 % en moyenne.
Le tracé était une ligne de tramway, d'une voie métrique en adhérence simple, électrifiée par caténaire, ouverte en 1900 qui reliait les gares de Pierrefitte-Nestalas et de Cauterets.
Elle prolonge la voie verte des Gaves.

## Géographie
La voie verte Pierrefitte-Nestalas/Cauterets  est situé en France dans le département des Hautes-Pyrénées, dans le Lavedan en Occitanie.

## Parcours
La piste commence après la gare de Pierrefitte-Nestalas, qu'il faut traverser pour atteindre le départ réel de la voie, et se termine à l’entrée de Cauterets village.
Elle suit presque en parallèle la route départementale  D920, (ancienne N 21c) en parallèle du gave de Cauterets
En sortie de  Pierrefitte-Nestalas on atteint le tunnel du Cap d'Estang qui est depuis l'ouverture de la voie éclairé, puis a la cascade de la Galène.
La passerelle de Meyabat (milieu de la vallée) longue de 95 m dont la travée métallique a été remplacée en 2005,  permet de franchir le gave et de passer en rive est.   Avant d'arriver on passe à proximité de l'usine hydroélectrique de Calypso.

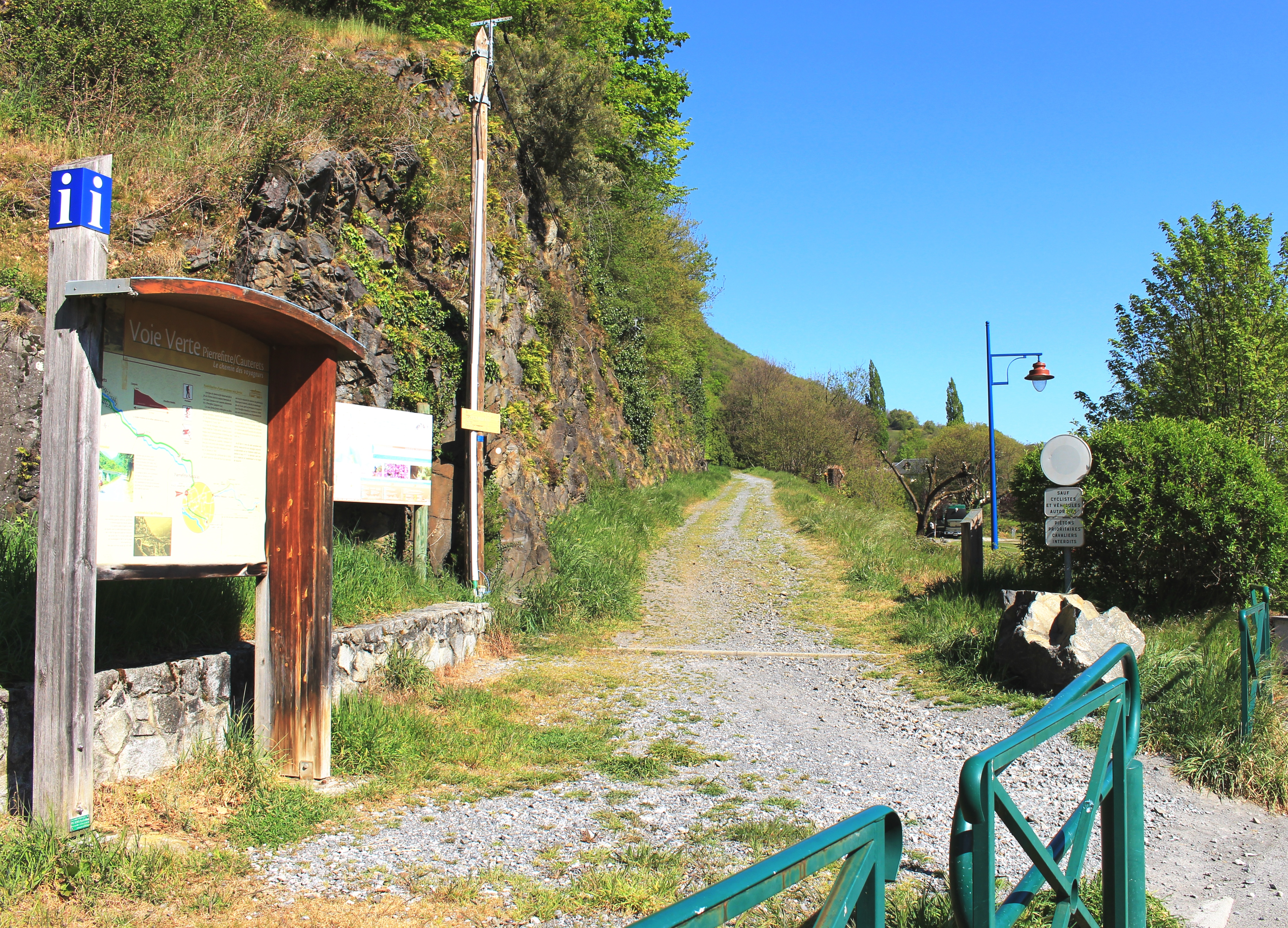
Pierrefitte.
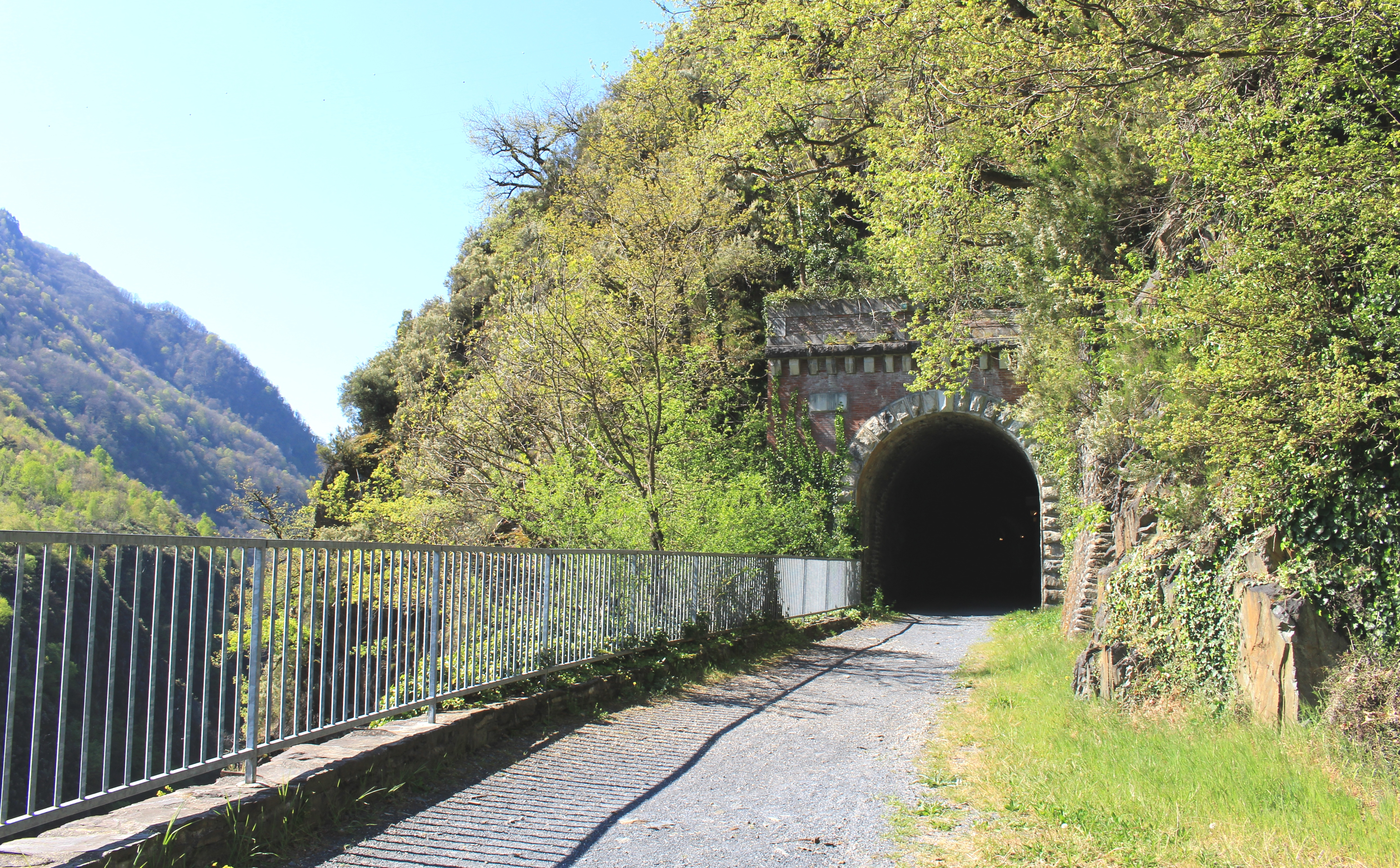
Tunnel du Cap d'Estang.
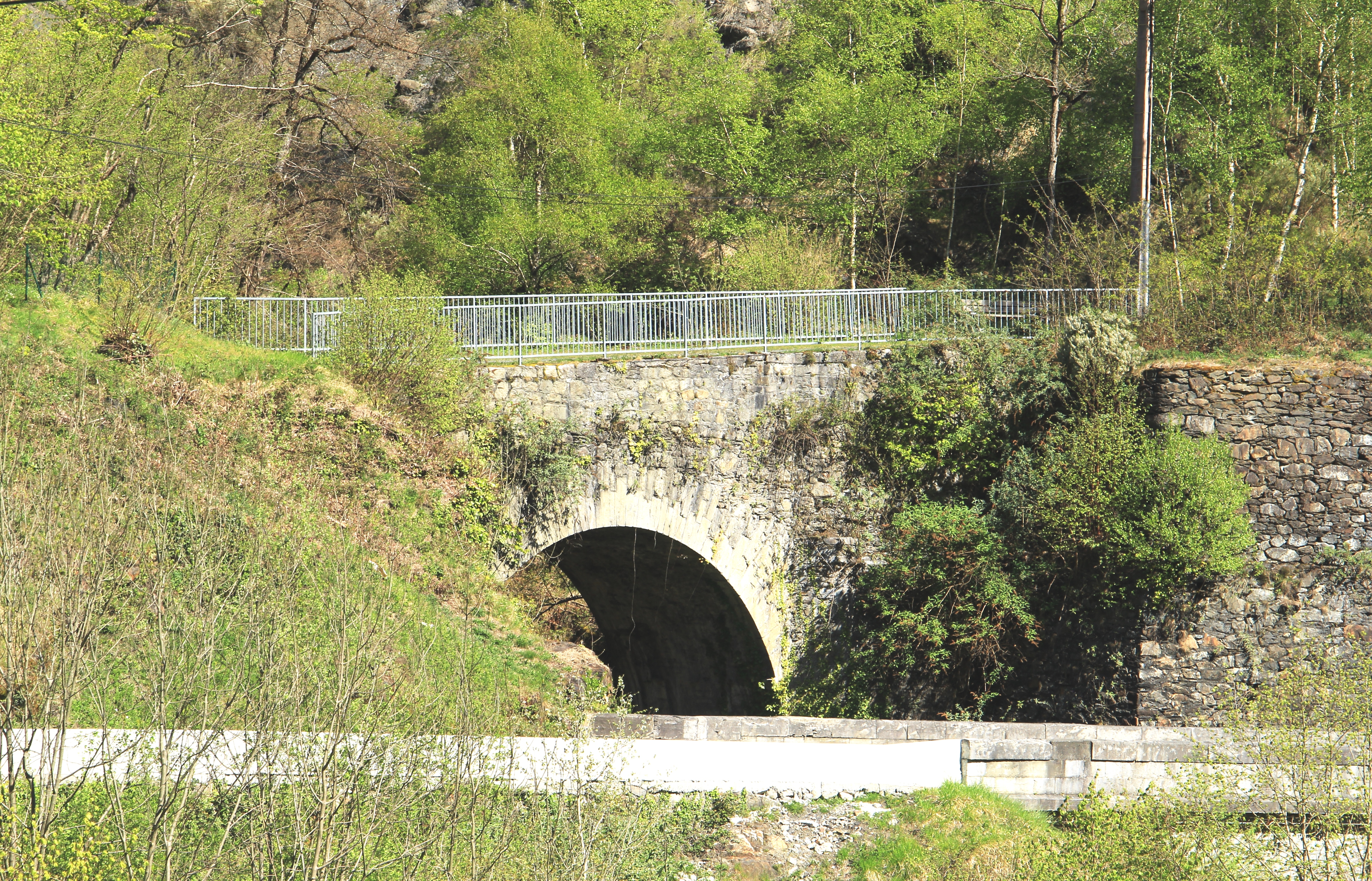
Cascade de la Galène.
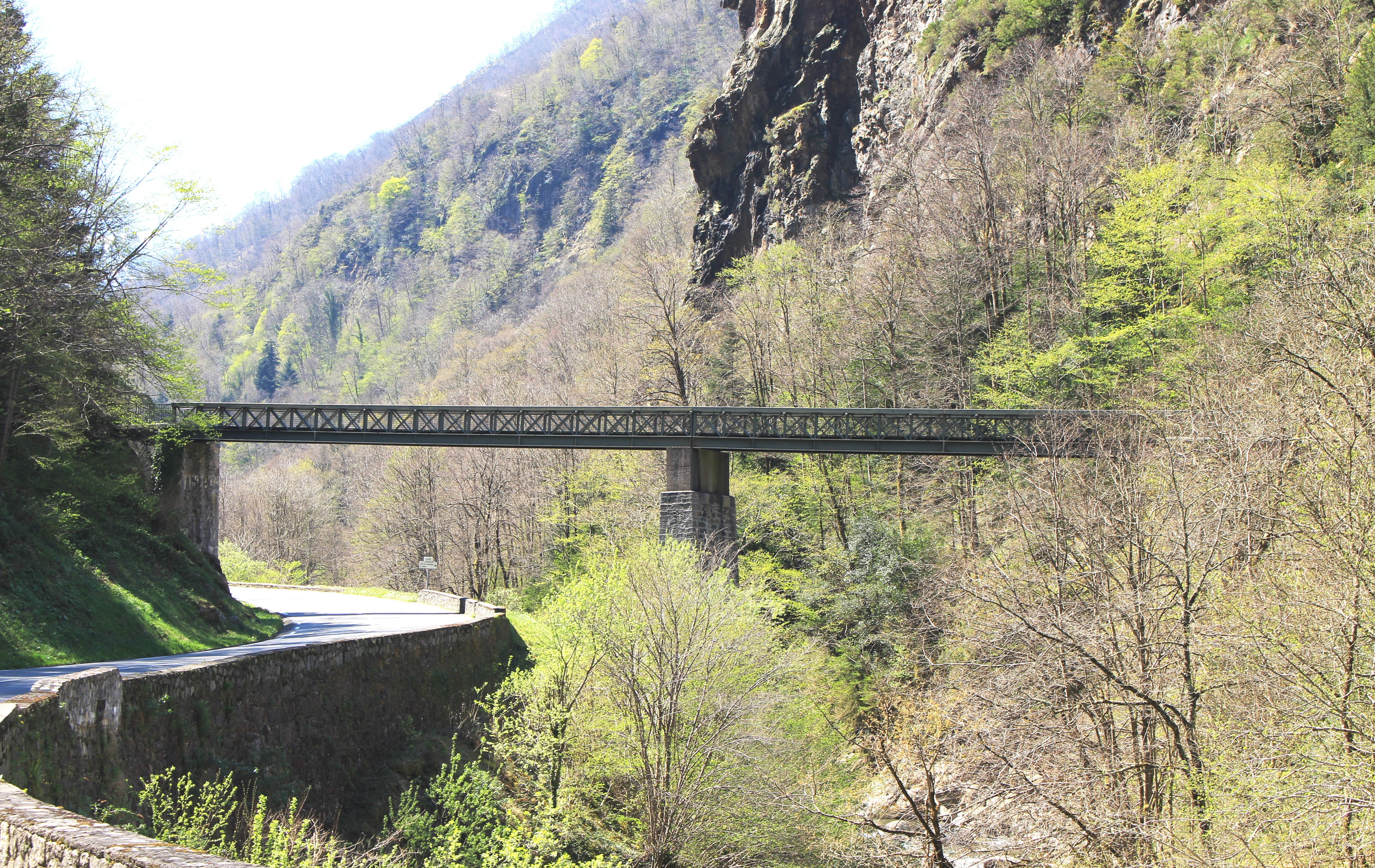
Passerelle de Meyabat.
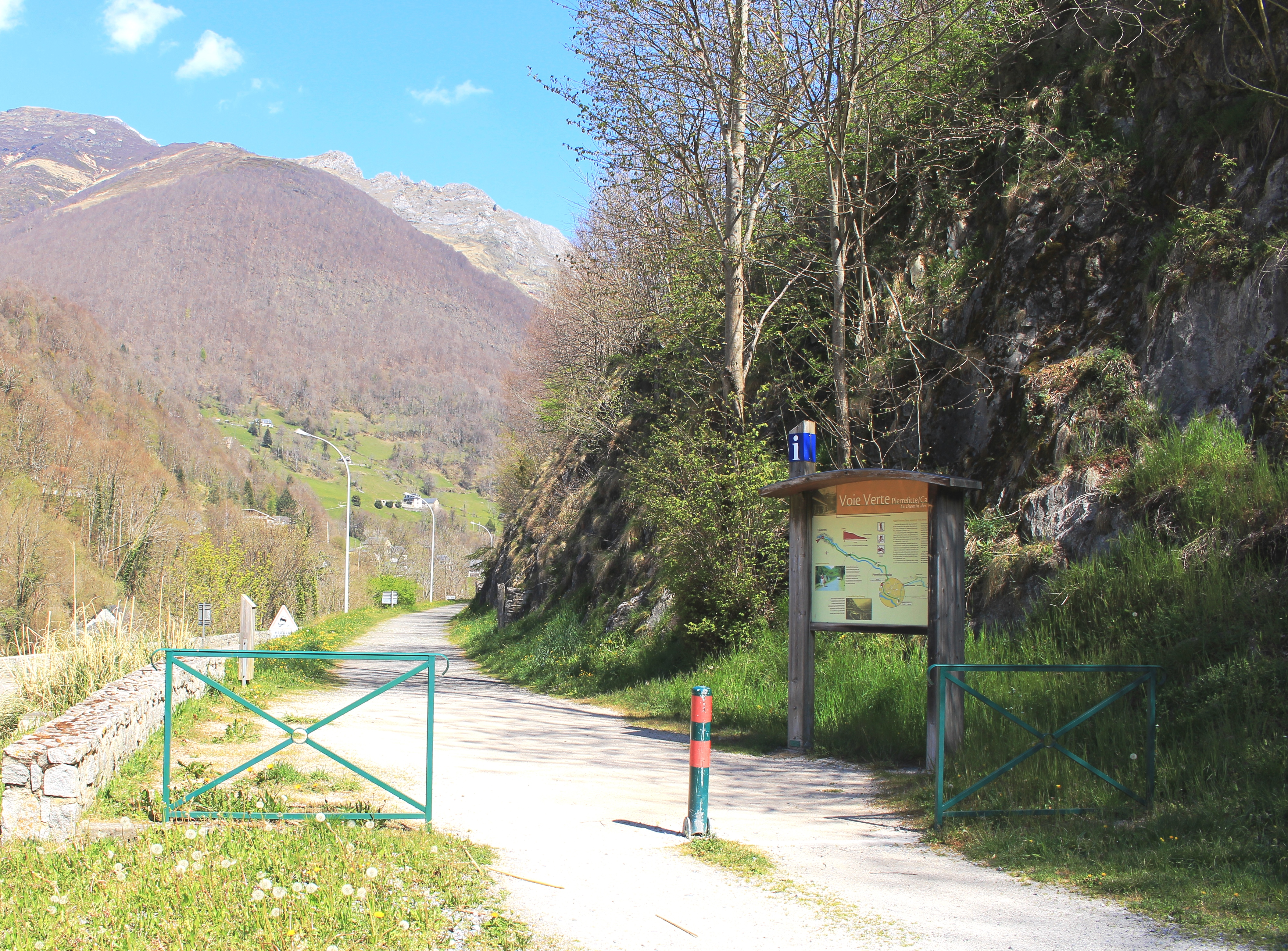
Cauterets.

## Équipements
Le revêtement est intégralement réalisé en enrobé lisse.

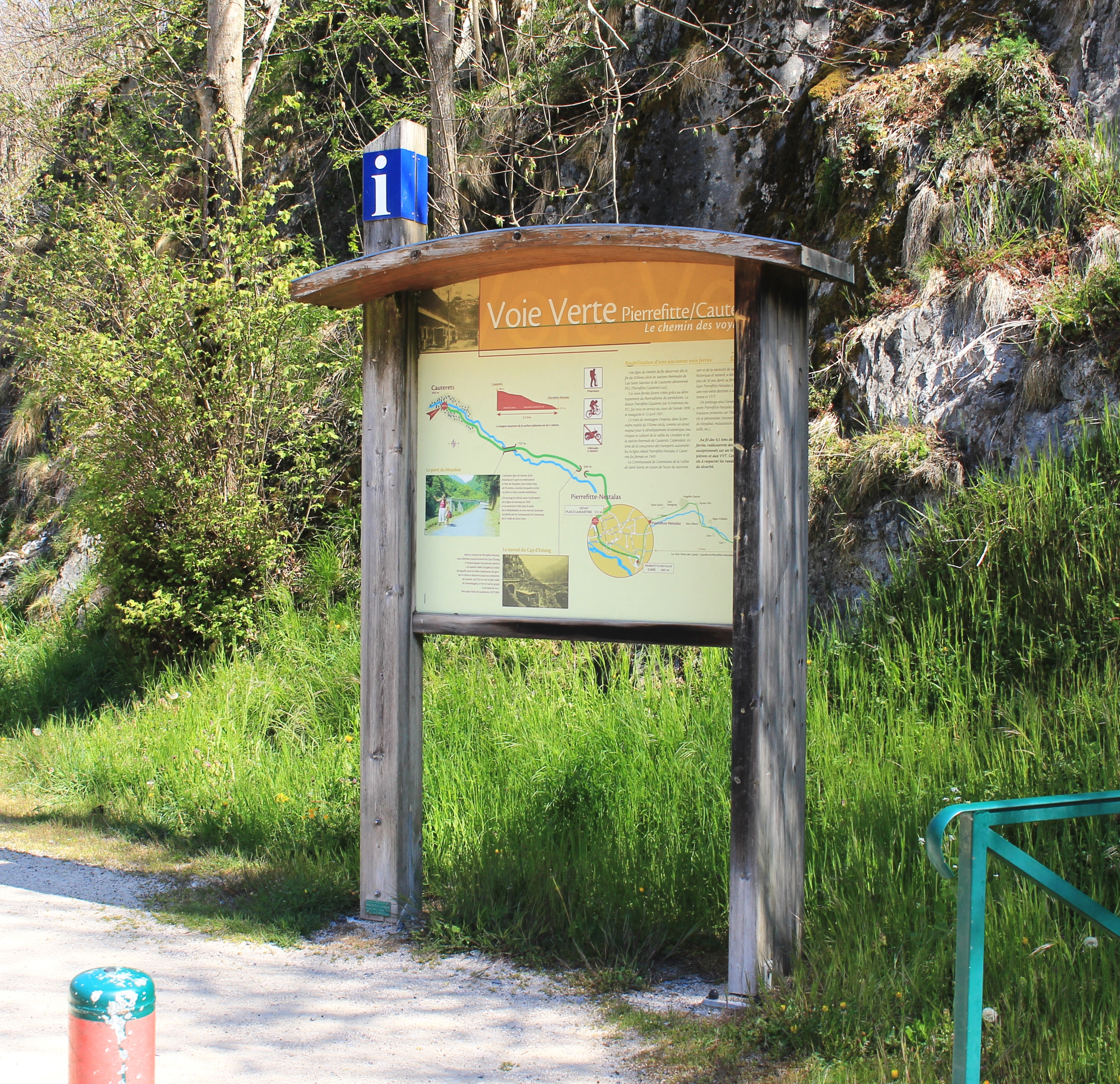
Signalétique.
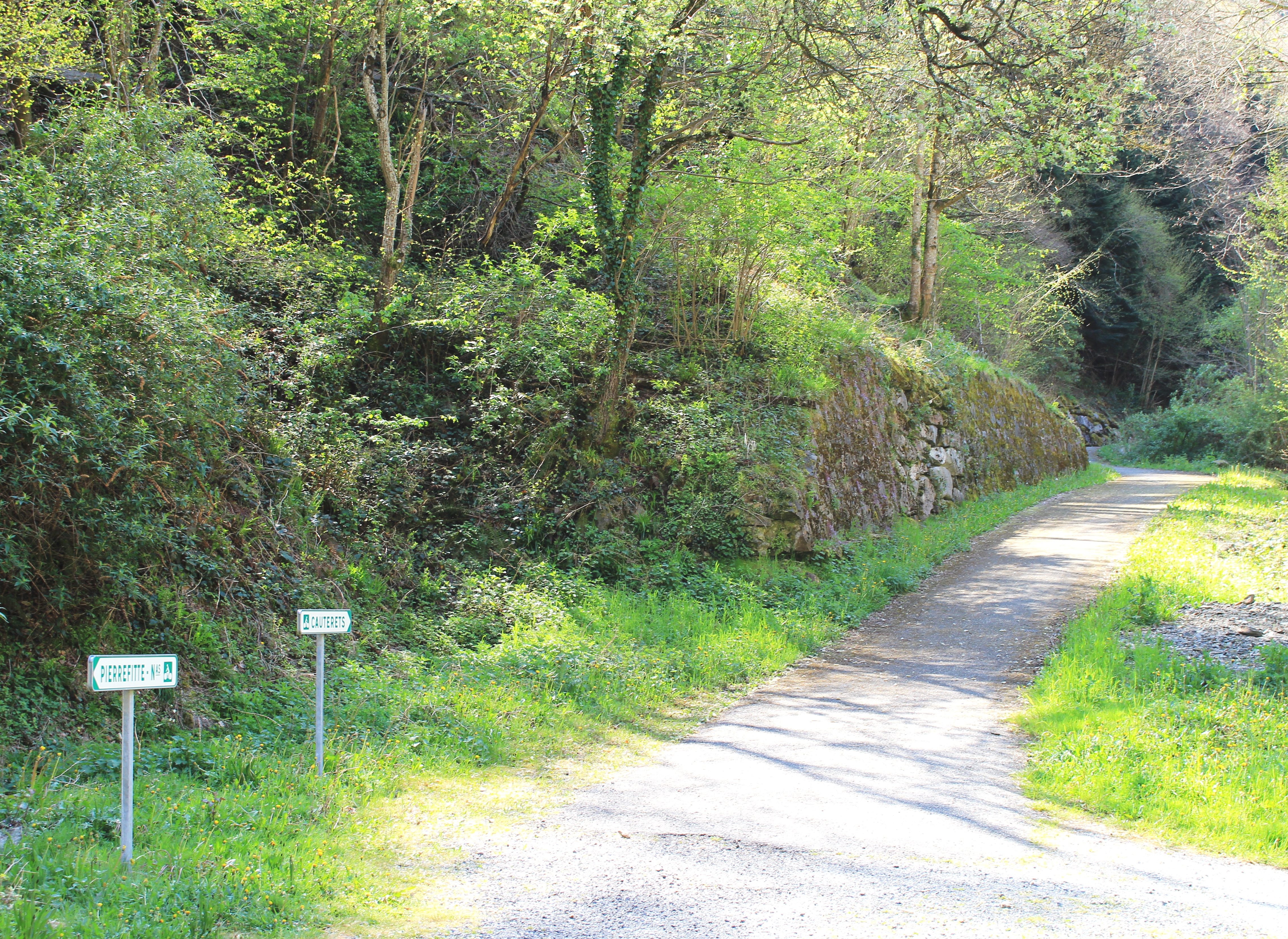
Signalétique.

## Lieux et monuments
- Gare de Pierrefitte-Nestalas.
- Gare de Cauterets.
- Pont d'Espagne.

## Galerie

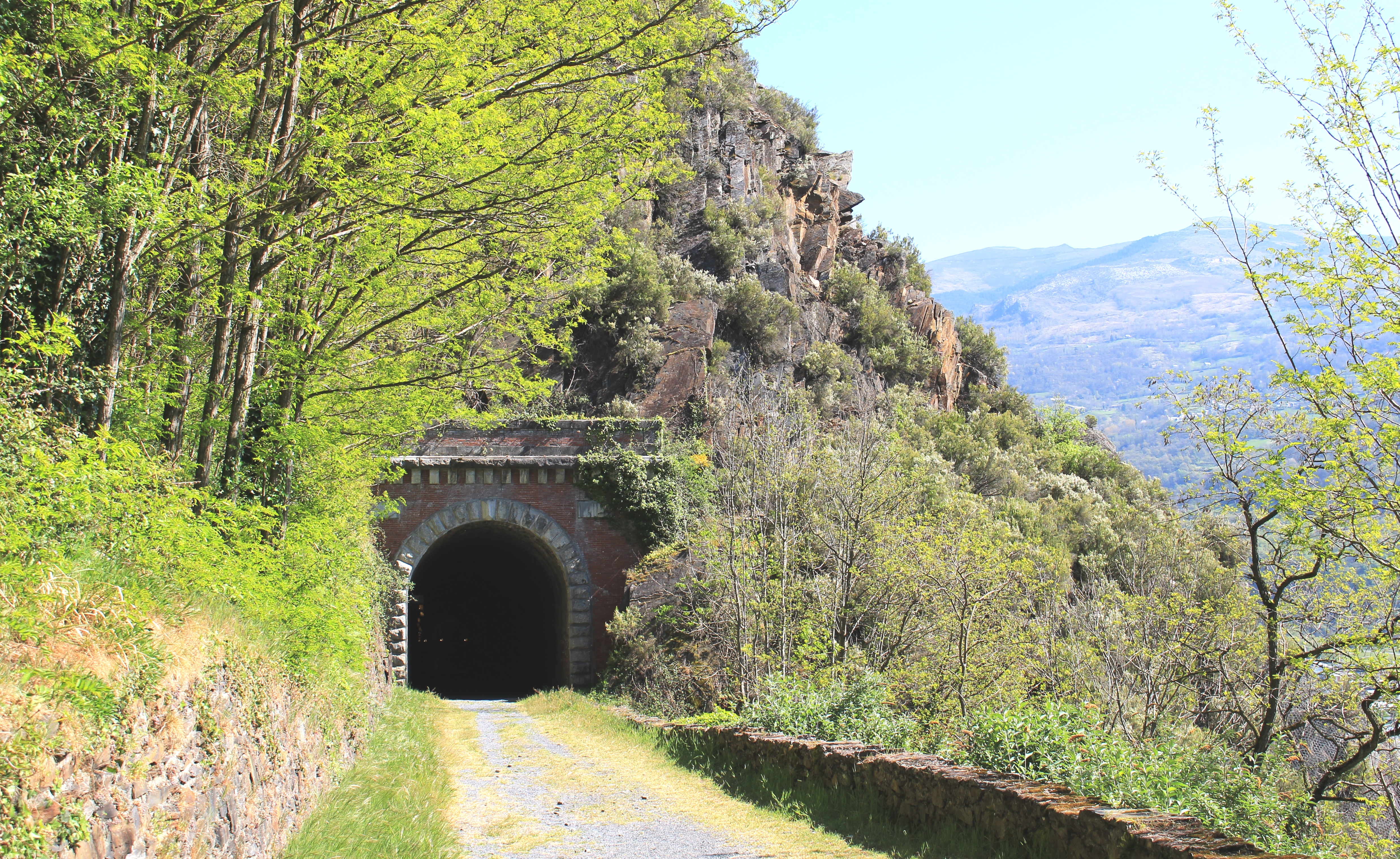
Tunnel du Cap d'Estang.
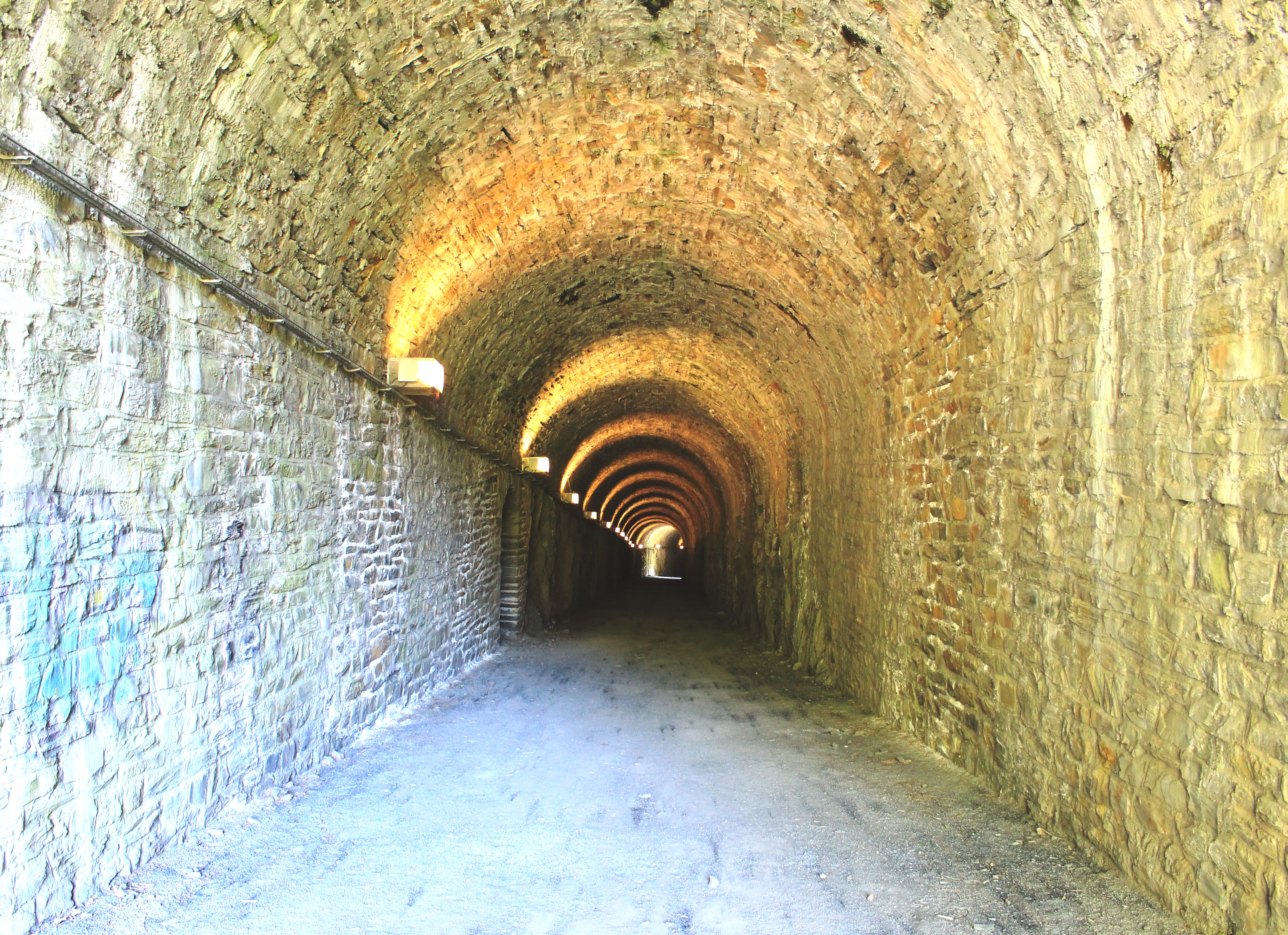
Intérieur tunnel
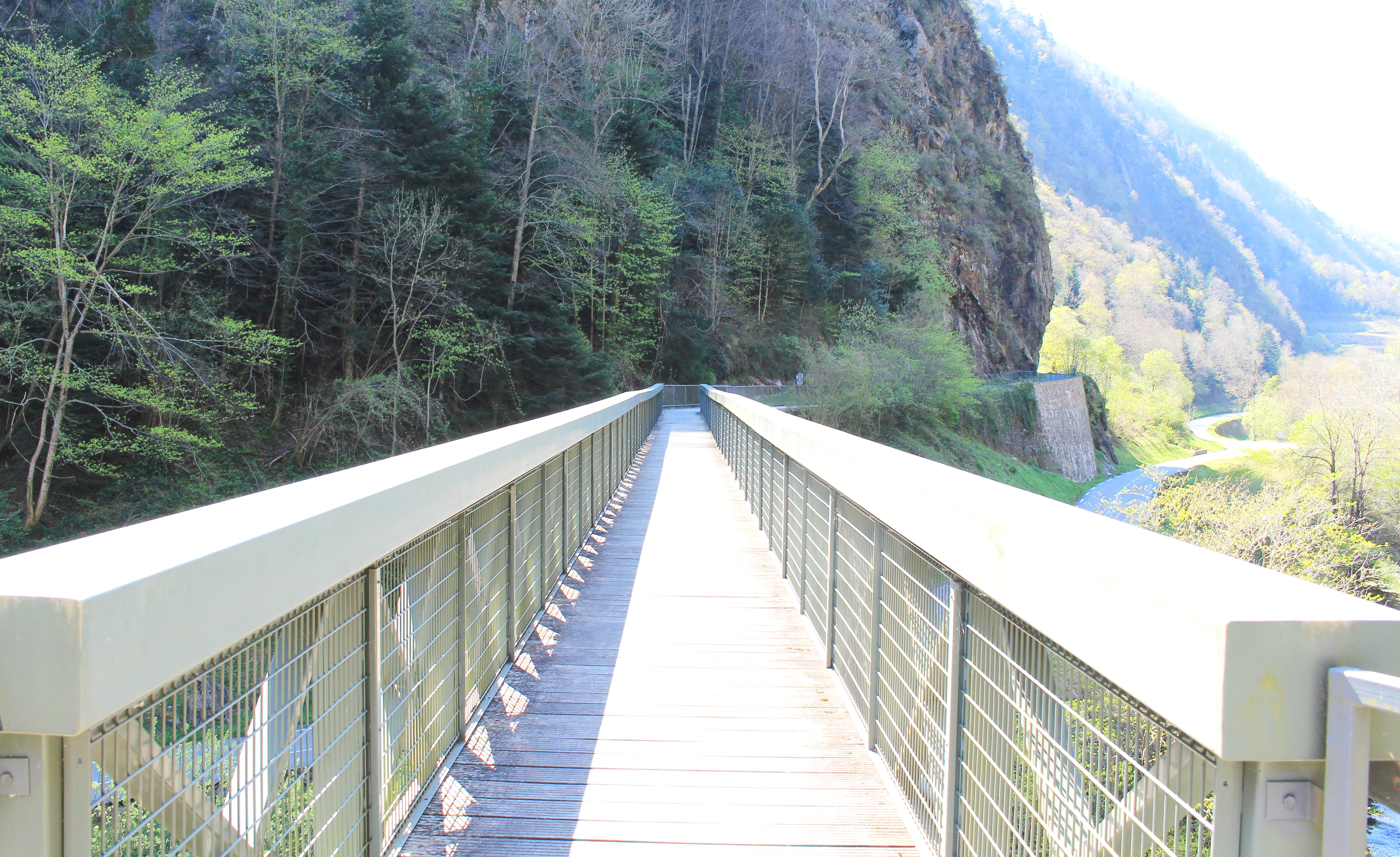
Passerelle de Meyabat.
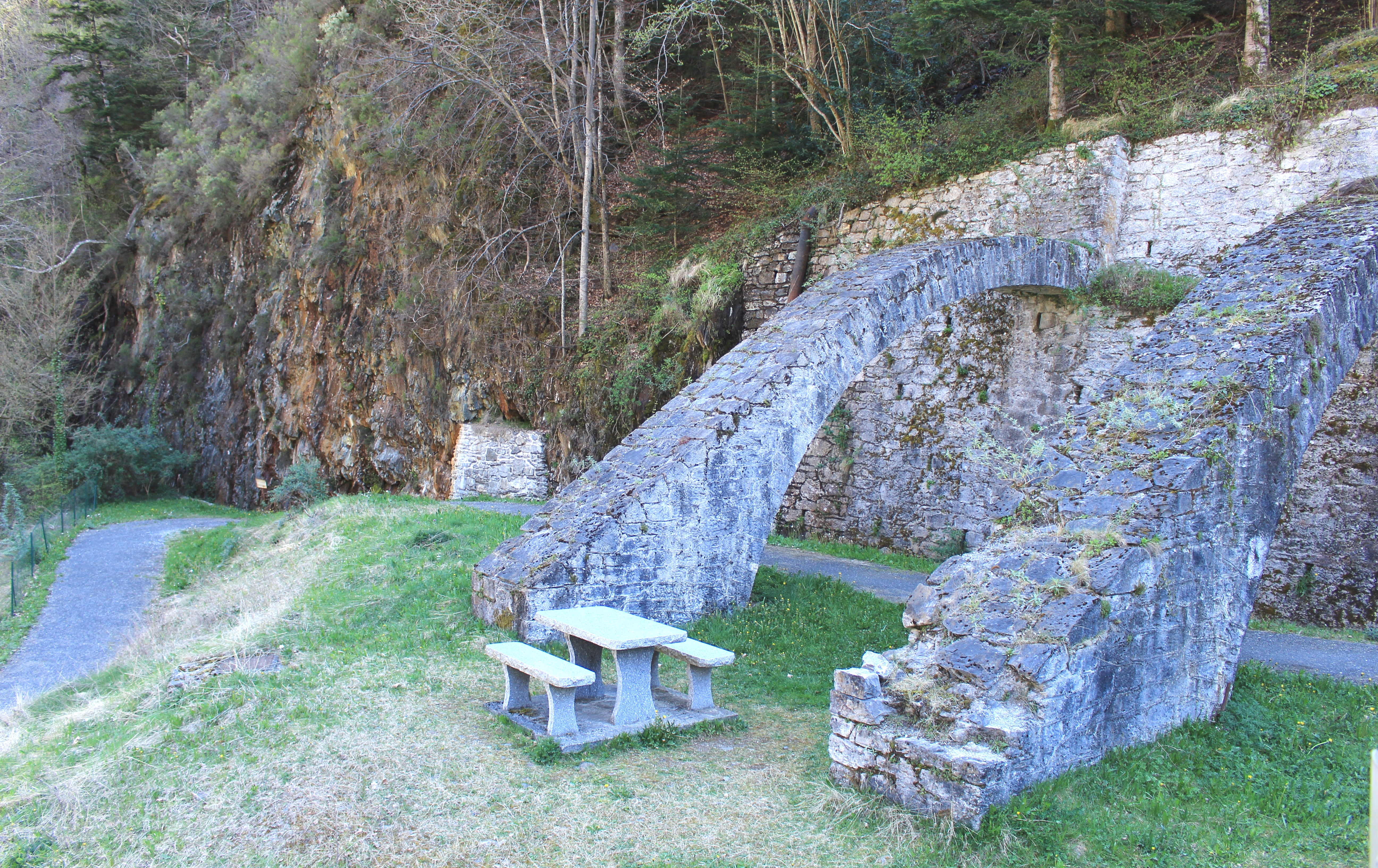
Lacet de Calypso